# 阿尔多·罗西
阿尔多·罗西（義大利語：Aldo Rossi，1931年5月3日—1997年9月4日），一位在四個不同的領域：理論，繪畫，建築和物品設計中均獲得世界認可的義大利建築師，1990年獲建築界最高榮譽普立茲克獎。1997年，阿爾多·羅西因車禍去世。

## 生平
1956年，羅西在伊格納齊奧·加德拉（Ignazio Gardella）工作室開啟職業生涯，後轉入馬可·扎努索（Marco Zanuso）工作室。 1963年，他開始教學，先是擔任阿雷佐城市規劃學院盧多維科·誇羅尼（Ludovico Quaroni）的助教（1963年），後在威尼斯建築大學擔任卡洛·艾莫尼諾（Carlo Aymonino）的助教。 1965年，他被任命為米蘭理工大學講師，並於隔年出版了《城市建築》（The Architecture of the City），該書很快就成為建築文獻的經典之作。
羅西的職業生涯最初專注於建築理論和小型建築作品，但艾莫尼諾允許羅西設計位於米蘭加拉拉特區的蒙特阿米亞塔（Monte Amiata）建築群的部分建築後，他的職業生涯迎來了巨大的飛躍。 1971年，他贏得了摩德納聖卡達多公墓擴建的設計競賽，並因此蜚聲國際。這件作品代表了羅西反覆出現的後現代主義設計風格，同時也體現了人們對羅西作品的普遍反對意見：其作品過於注重“紀念性集體主義”，而忽略了個人主義。
在義大利政治動盪時期，羅西被停職後，轉至蘇黎世聯邦理工學院，並於1971年至1975年擔任建築設計系主任。
1973年，他擔任第十五屆米蘭裝飾藝術與現代建築三年展國際建築部門總監，並在會上展示了他的學生阿杜尼奧·坎塔福拉等人的作品。羅西為此展覽創作的設計理念在《國際建築圖錄》和一部由路易吉·杜里西執導、詹尼·布拉吉耶里和弗朗哥·拉吉共同製作的16毫米紀錄片《裝飾與犯罪》中有所闡述。1975年，羅西重返義大利教學崗位，在威尼斯教授建築構圖。
1979年，他成為著名的聖路加學院院士。同時，他的才華也引起了國際社會的關注。他曾在美國多所大學任教，包括紐約市的庫伯聯盟學院和紐約州伊薩卡的康乃爾大學。在康乃爾大學期間，他參與了與紐約現代藝術博物館合作的建築與城市研究中心，並前往中國和香港旅行，並參加了南美的會議。
1981年，他出版了自傳《科學自傳》。在這部作品中，作者「以離散的、無序的方式」回憶起記憶、物品、地點、形式、文學筆記、引言和見解，並試圖「…重溫事物或印象，描述，或尋找描述的方式」。同年，他在柏林市中心科赫大街和威廉大街拐角處一棟公寓樓的國際設計競賽中榮獲一等獎。
1984年，他與伊格納齊奧·加德拉（Ignazio Gardella）和法比奧·萊因哈特（Fabio Reinhart）合作贏得了熱那亞卡洛·費利切劇院（Teatro Carlo Felice）的翻修競賽，該劇院直到1991年才正式竣工。 1985年和1986年，羅西分別擔任威尼斯雙年展第三屆（第四屆）國際建築展的總監，其作品還包括聖瑪麗亞-迪薩拉的法塞蒂別墅（Villa Farsetti）等展覽空間。
1987年，他贏得了兩項國際競賽：一項是巴黎拉維萊特公園的選址，另一項是柏林德國歷史博物館的選址，但最終未能實現。1989年，他繼續為Unifor（現為Molteni家具公司的一部分）和Alessi進行產品設計工作。他為Alessi設計的La Cupola濃縮咖啡機於1988年問世。
1990年，他榮獲普立茲克獎。日本福岡市因其在「宮殿」酒店綜合體中的傑出貢獻而授予他榮譽，並於1991年榮獲美國建築師協會頒發的托馬斯·傑斐遜公共建築獎章。此後，他的作品在巴黎龐畢度中心、阿姆斯特丹阿姆斯特丹舊證券交易所、柏林柏林畫廊和比利時根特當代藝術博物館等地展出。
1996年，他成為美國藝術暨文學學會榮譽院士，隔年又榮獲該院頒發的建築與設計特別文化獎。 1997年9月4日，他在米蘭因車禍去世。他死後因其在城市研究方面的貢獻而獲得了托雷·吉尼吉獎，以及佛羅里達海濱研究所的海濱獎，他於1995年在那裡建造了一座獨立的家庭住宅。
經過上訴，他的方案贏得了1999年威尼斯鳳凰劇院修復競賽，並於2004年重新開幕。 1999年，位於切塞納的博洛尼亞大學建築學院以他的名字命名。

## 作品

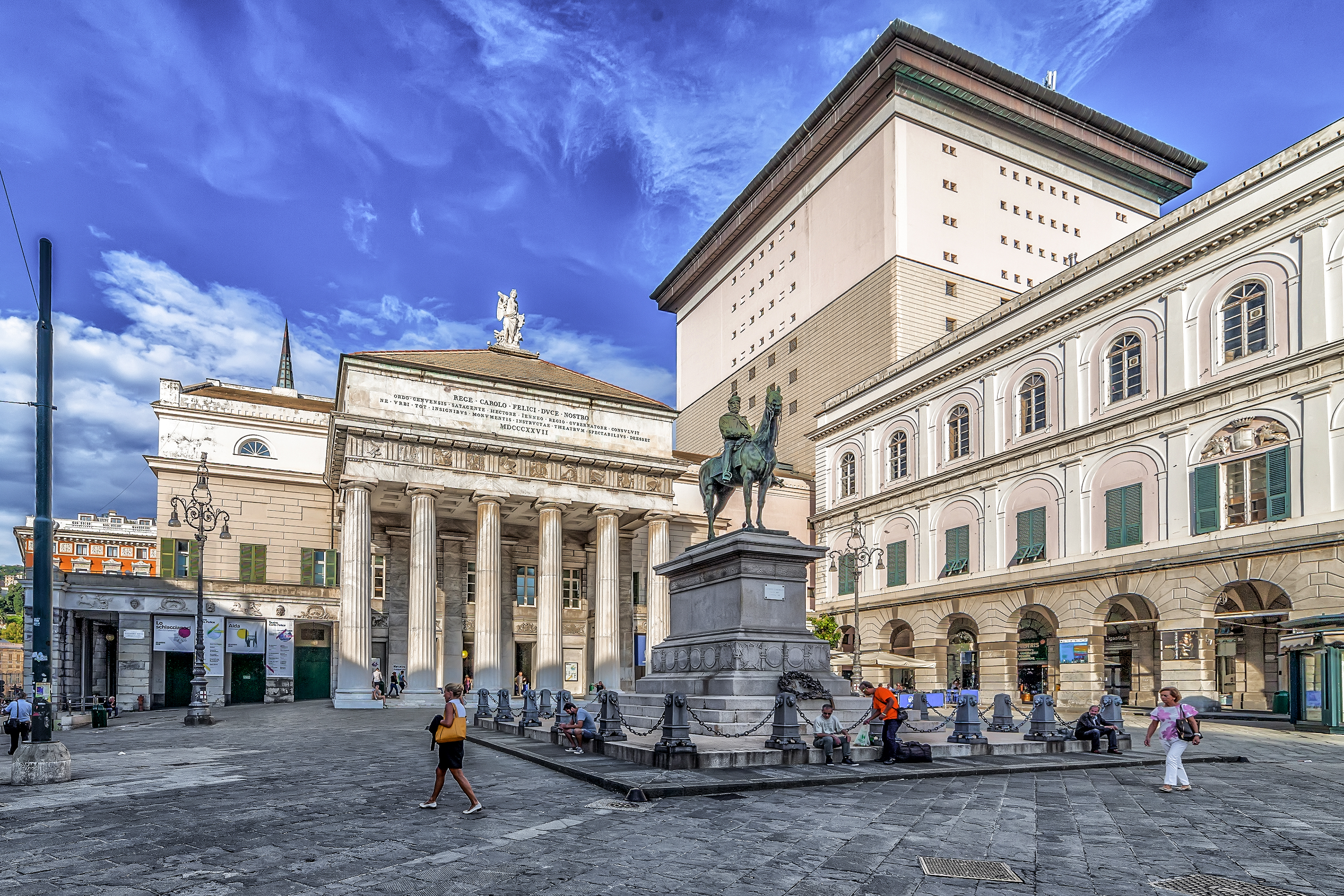
卡洛·費利切劇院，熱那亞（1981）
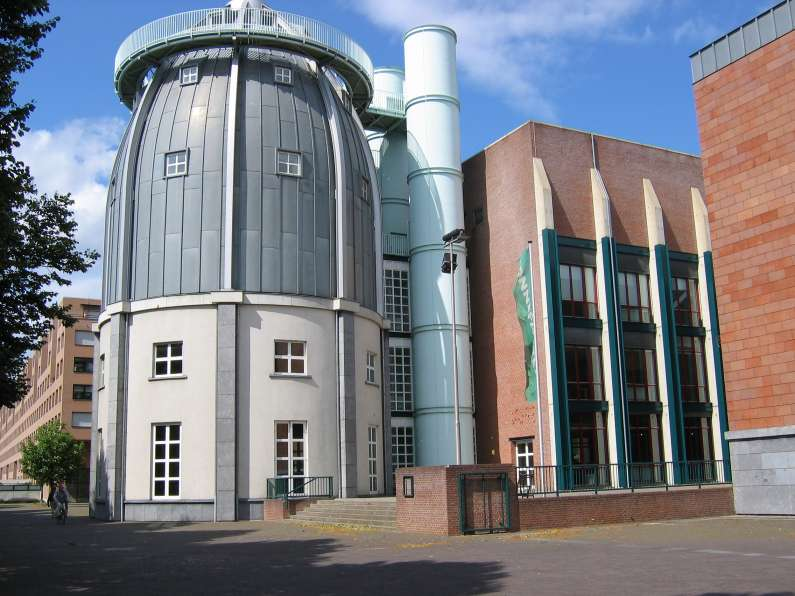
伯尼芳坦博物館（英语：Bonnefanten Museum），馬斯垂克（1990–94）
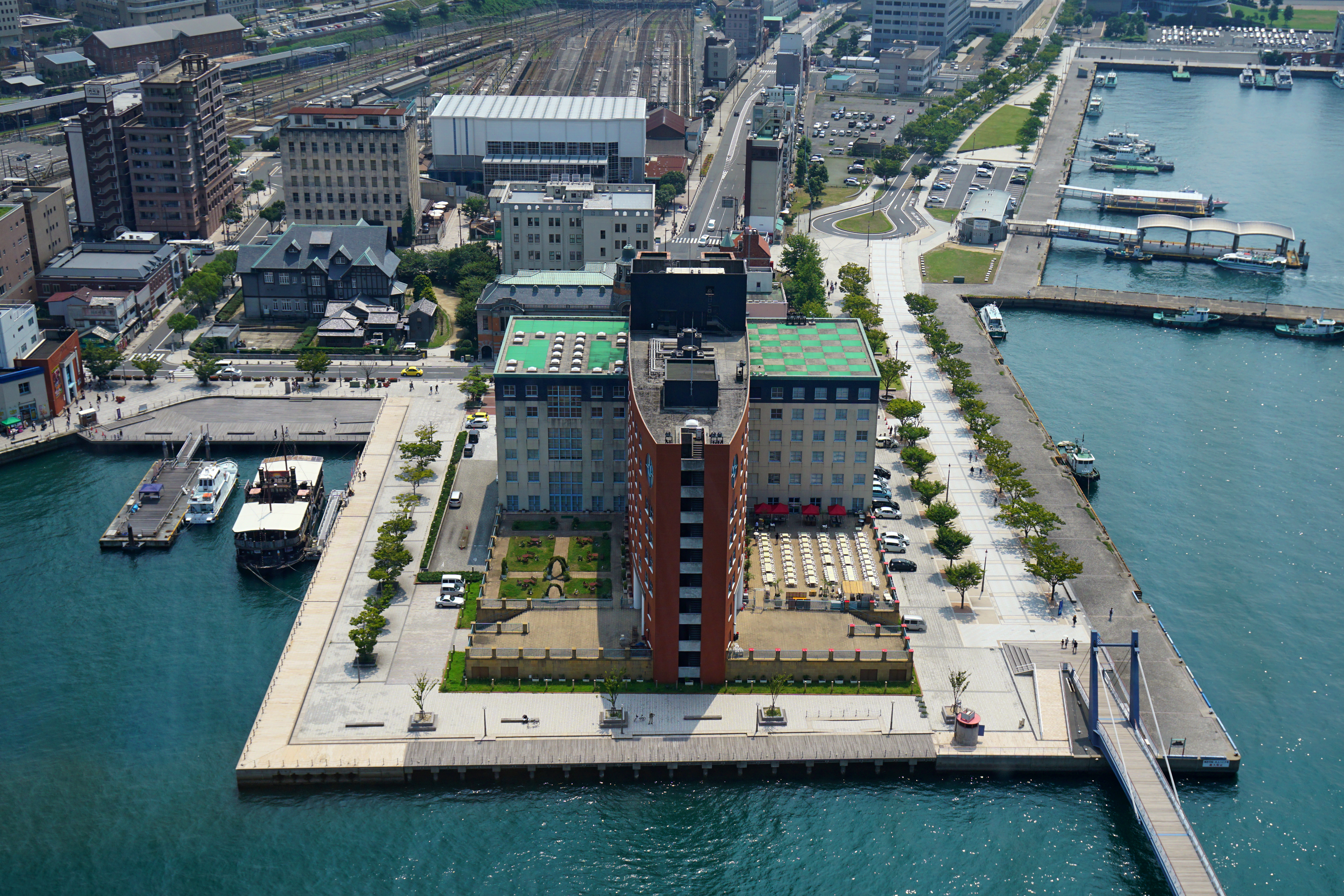
門司港酒店，北九州市（1996–98）